# Spazio prehilbertiano
In matematica, lo spazio prehilbertiano o spazio hermitiano è uno spazio vettoriale reale o complesso  nel quale è definito un prodotto interno. Si tratta di una struttura algebrica che fa da collegamento tra lo spazio vettoriale semplice e lo spazio di Hilbert, che è uno spazio prehilbertiano completo, tale cioè che la metrica indotta dal prodotto interno sia completa.

## Definizione
Uno spazio prehilbertiano è una coppia {\displaystyle (H,\langle \cdot ,\cdot \rangle )}, dove {\displaystyle H} è uno spazio vettoriale reale o complesso e {\displaystyle \langle \cdot ,\cdot \rangle } è un prodotto interno.
Sia {\displaystyle V} uno spazio vettoriale complesso o reale. Un prodotto interno sul campo {\displaystyle \mathbb {F} } (definito come {\displaystyle \mathbb {C} } o {\displaystyle \mathbb {R} }) è una mappa:
{\displaystyle \phi \colon V\times V\to \mathbb {F} }
che associa ad ogni coppia di elementi {\displaystyle \mathbf {v} } e {\displaystyle \mathbf {w} \in V} lo scalare {\displaystyle \phi (\mathbf {v} ,\mathbf {w} )\in \mathbb {F} }.
Si tratta di una forma sesquilineare simmetrica definita positiva che soddisfa i seguenti assiomi per {\displaystyle a\in \mathbb {F} } e {\displaystyle \mathbf {x} ,\mathbf {y} ,\mathbf {z} ,\mathbf {w} \in V}:
- linearità su una componente:

{\displaystyle \phi (\mathbf {x} +\mathbf {y} ,\mathbf {z} )=\phi (\mathbf {x} ,\mathbf {z} )+\phi (\mathbf {y} ,\mathbf {z} )}
{\displaystyle \phi (a\mathbf {x} ,\mathbf {y} )=a\phi (\mathbf {x} ,\mathbf {y} );}
- antilinearità sull'altra:

{\displaystyle \phi (\mathbf {x} ,\mathbf {z} +\mathbf {w} )=\phi (\mathbf {x} ,\mathbf {z} )+\phi (\mathbf {x} ,\mathbf {w} )}
{\displaystyle \phi (\mathbf {x} ,a\mathbf {y} )={\bar {a}}\phi (\mathbf {x} ,\mathbf {y} );}
- simmetria coniugata:

{\displaystyle \phi (\mathbf {w} ,\mathbf {z} )={\overline {\phi (\mathbf {z} ,\mathbf {w} )}};}
- definita positiva:

{\displaystyle \phi (\mathbf {z} ,\mathbf {z} )>0,\qquad \mathbf {z} \neq 0.}
In altre parole, per ogni {\displaystyle \mathbf {z} \in V} fissato, le applicazioni
{\displaystyle \mathbf {w} \mapsto \phi (\mathbf {w} ,\mathbf {z} ),\qquad \ \mathbf {w} \mapsto \phi (\mathbf {z} ,\mathbf {w} )}
sono rispettivamente lineare e antilineare.
In fisica è convenzione parlare di forma hermitiana in presenza di un funzionale lineare nel secondo argomento e anti-lineare nel primo, cioè all'opposto della convenzione generalmente in uso tra i matematici. Questo perché in meccanica quantistica, nella notazione bra-ket (che porta grosse somiglianze con un prodotto scalare), per vari motivi è più comodo considerare i vettori nella seconda posizione ("ket") e i loro coniugati nella prima ("bra"). Presso alcuni autori si opera la distinzione che {\displaystyle \langle \cdot ,\cdot \rangle } è inteso nel senso matematico e {\displaystyle \langle \cdot |\cdot \rangle } nel senso fisico.
Proprio a causa della proprietà di antilinearità in uno degli argomenti, uno spazio prehilbertiano generalmente non è un'algebra su campo ma una struttura algebrica differente nonostante le molte similitudini.